# Arthur Allemeersch
Arthur Allemeersch (* 27. Juli 2001) ist ein belgischer Fußballspieler, der aktuell bei Oud-Heverlee Löwen unter Vertrag steht.

## Karriere

### Verein
Allemeersch begann seine fußballerische Ausbildung bei Oud-Heverlee Löwen. Zur Saison 2020/21 erhielt er einen Vertrag bei der Profimannschaft. Bei einem 2:2-Unentschieden gegen den RSC Anderlecht am 18. Oktober 2020 (9. Spieltag) wurde er in der Nachspielzeit eingewechselt und gab somit sein Profidebüt. In der restlichen Saison kam er noch zu einem weiteren Startelfeinsatz. In der Folgesaison wurde er weiterhin nicht besonders vom Profiteam beachtet und spielte nur viermal, davon aber immerhin zweimal in der Startelf.

### Nationalmannschaft
Im Januar 2018 spielte er fünfmal für die U17-Nationalmannschaft Belgiens, wobei er ein Tor schoss.